# Броди (Старицький район)
Броди (рос. Броды) — присілок в Старицькому районі Тверської області Російської Федерації.
Населення становить 100 осіб. Входить до складу муніципального утворення сільське поселення Паньково.

## Історія
Від 2005 року входить до складу муніципального утворення сільське поселення Паньково. Раніше населений пункт належав до Бродовського сільського округу.

## Населення
| 1859 | 1886 | 1997 | 2002 | 2010 |
| ---- | ---- | ---- | ---- | ---- |
| 198  | ↘192 | ↘134 | ↘113 | ↘100 |